# Unió Esportiva Recreativa Pineda de Mar
La Unió Esportiva Recreativa Pineda de Mar è una società cestistica avente sede a Pineda de Mar, in Catalogna.
Fondata nel 1954 gioca nel campionato spagnolo di pallacanestro.
Gioca le partite interne nel Pavelló Nino Buscató, che ha una capacità di 2.000 spettatori.